# Age of Ignorance
Age of Ignorance è il terzo album del gruppo musicale statunitense Our Last Night. È stato pubblicato il 21 agosto 2012 dalla Epitaph Records.

## Tracce
Tutte le tracce sono state scritte da Matt Wentworth, eccetto dove indicato.
1. Fate – 3:33
2. Send Me To Hell – 3:51
3. Age Of Ignorance – 3:55 (Wentworth, David Bendeth)
4. Reason To Love – 3:51 (Wentworth, David Bendeth)
5. Liberate Me – 3:26
6. Voices – 3:49
7. Conspiracy – 3:37
8. Enemy – 3:09
9. Invincible – 3:29
10. A Sun That Never Sets – 3:34

Durata totale: 36:14

## Formazione
- Trevor Wentworth – voce, chitarra secondaria
- Matt Wentworth – seconda voce, chitarra
- Colin Perry – chitarra
- Alex "Woody" Woodrow – basso
- Tim Molloy – batteria